# Piwniczy
Piwniczny – w średniowiecznej Polsce urzędnik dworski sprawujący pieczę nad piwnicami, w których przechowywano wino oraz piwo. Za panowania Henryka Walezego i Stefana Batorego nastąpił podział na dwa oddzielne stanowiska:
- Piwnicznego zajmującego się winem; osoba na tym stanowisku miała pod swoją pieczą zastawę i naczynia do podawania wina
- Piwnicznego zajmującego się piwem; zajmował się również zaopatrywaniem dwór królewski w pieczywo, świece i inne artykuły codziennego użytku